# Möllerbrücke (Calvörde)

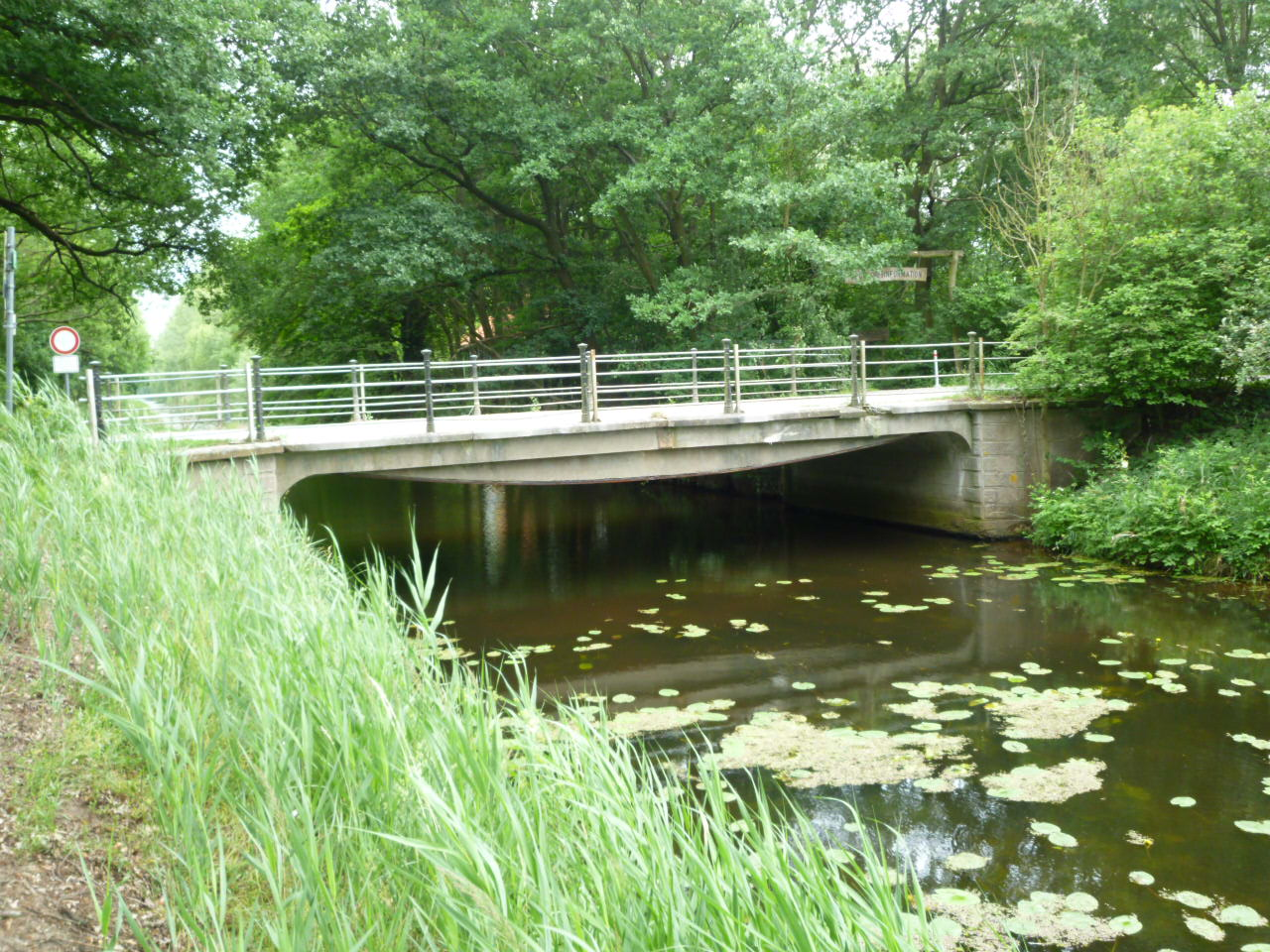
Möllerbrücke Kämkerhorst

Die Möllerbrücke ist eine Straßenbrücke, die die Ohre beim Wohnplatz Kämkerhorst in Sachsen-Anhalt überspannt. Die Bezeichnung Möller-Brücke rührt von ihrer Konstruktion als Hängegurtträger-Brücke nach dem „System Möller“ her. Als eine der letzten erhaltenen Brücken dieser Konstruktionsart in Sachsen-Anhalt steht sie unter Denkmalschutz und ist ein wichtiges Dokument zur Entwicklungsgeschichte im Tragwerkbau.

## Lage
Die Ohre bildet im Bereich der Brücke die Grenze zwischen dem Altmarkkreis Salzwedel im Norden und dem Landkreis Börde im Süden. Die nördliche Hälfte der Brücke liegt in der Gemarkung Mieste der Stadt Gardelegen (Altmarkkreis Salzwedel), die südliche Hälfte liegt in der Gemarkung Mannhausen der Gemeinde Calvörde (Landkreis Börde).

## Konstruktion und Geschichte
Die Brücke wurde 1906 gebaut von der Braunschweiger Bauunternehmung Drenckhahn & Sudhop in der Konstruktionsweise des von dem Bauingenieur Max Möller 1894 entwickelten Hängegurtträgers, auch Möller-Träger genannt. Die Fahrbahnplatte wird durch nach unten gewölbte Betonrippen getragen, die an ihrer Unterseite mit einem eisernen Zugband verstärkt wurden und so die gute Druckfestigkeit des Betons mit der Zugfestigkeit des Eisens verbanden. Diese Bauweise kann man als eine Vorform des Eisenbetonbaus verstehen, bei der das Eisen aber noch nicht als Bewehrung vollständig innerhalb des Betonkörpers lag, sondern an seiner auf Zug beanspruchten Außenseite.